# 청주 오스코
청주 오스코(OSCO, Cheongju Osong Convention center)는 대한민국 충청북도 청주시 흥덕구 오송읍 만수리에 있는 전시장 건물이다.

## 연혁
- 2025년 6월 7일: 시범운영[2][3]
- 2025년 9월 1일: 개관

## 교통
- 경부고속선 , 호남고속선, 충북선 오송역
- 바로타 B3 (청주국제공항 ~ 세종고속시외버스터미널)

## 사진

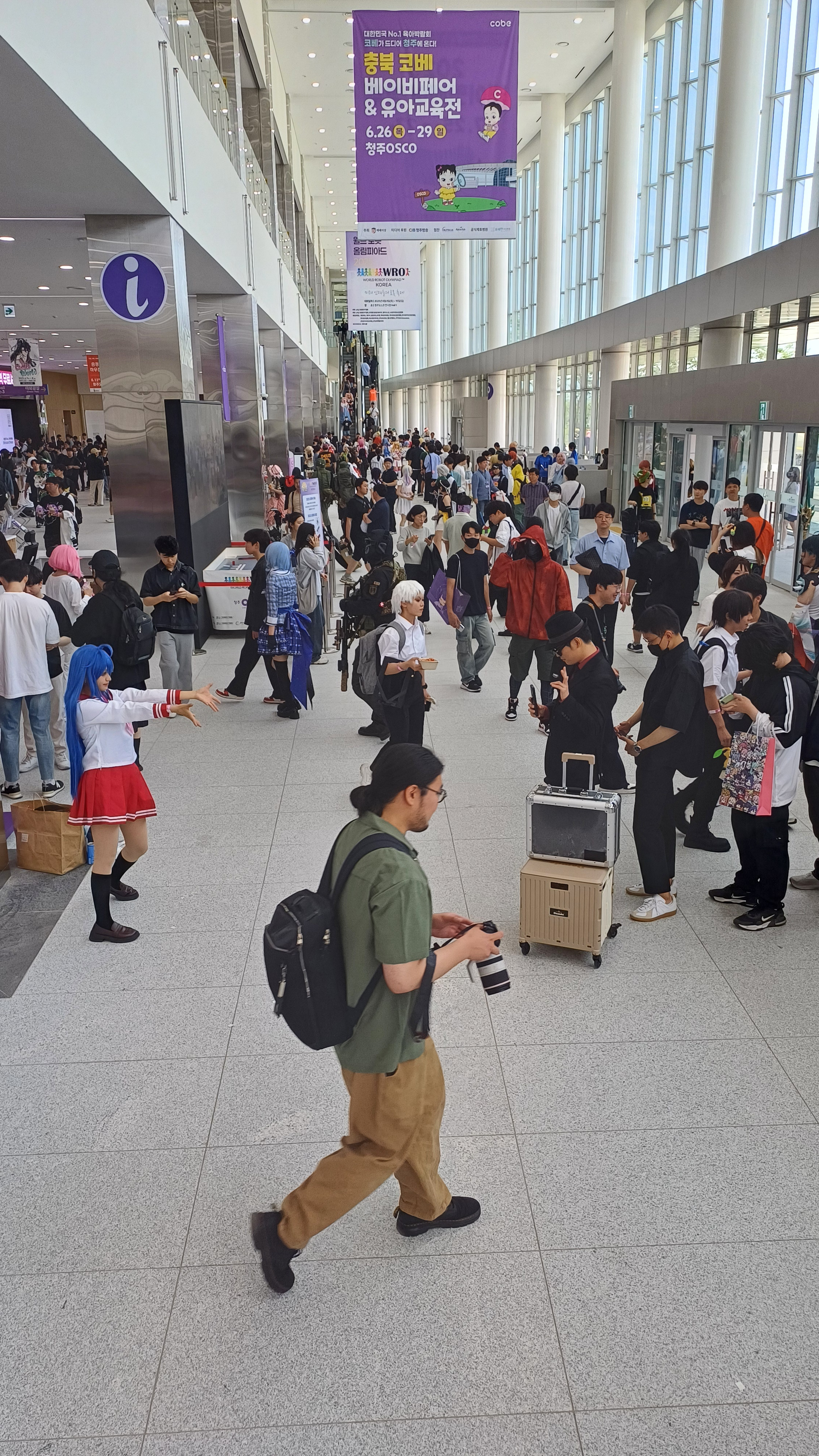
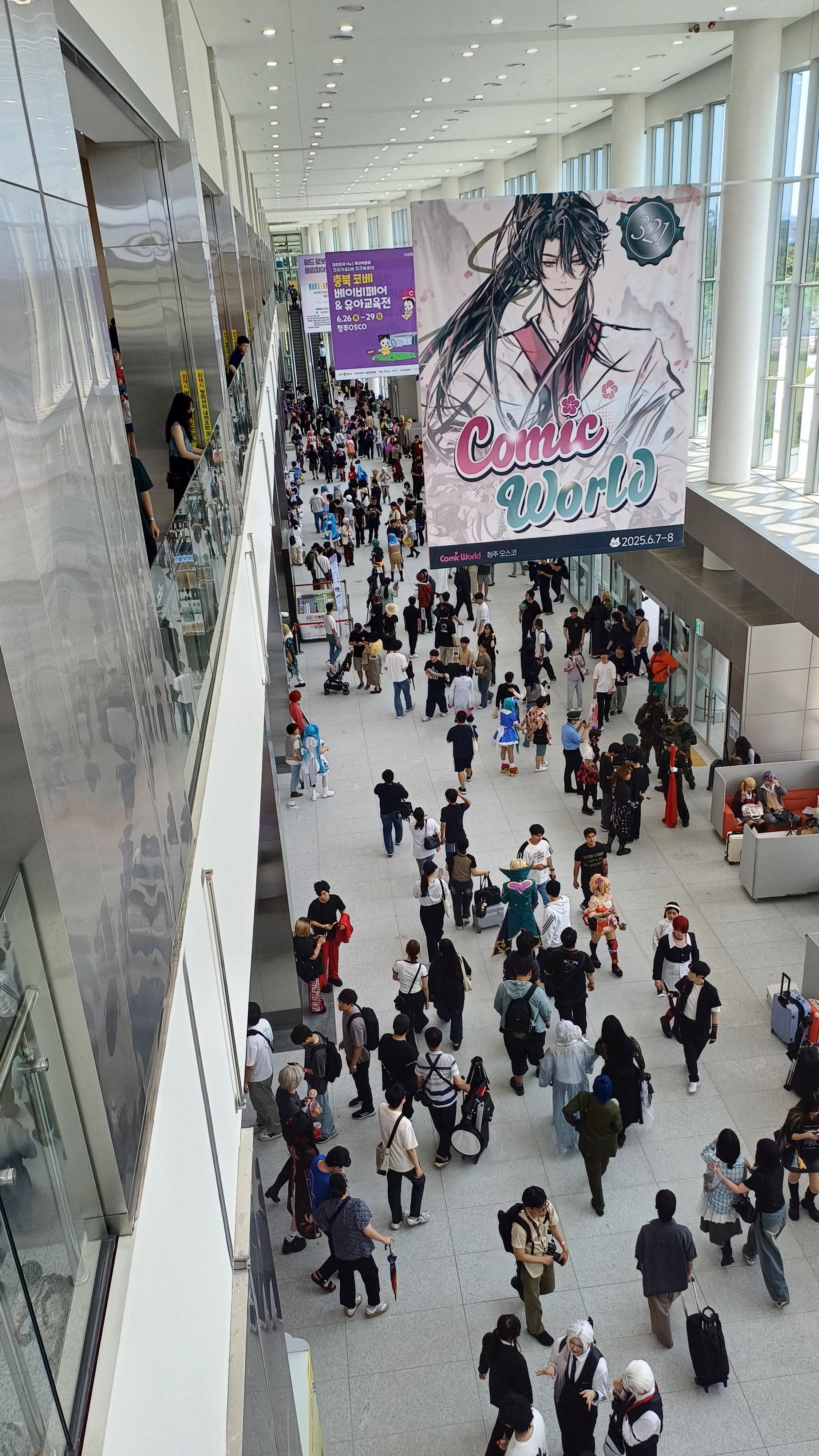
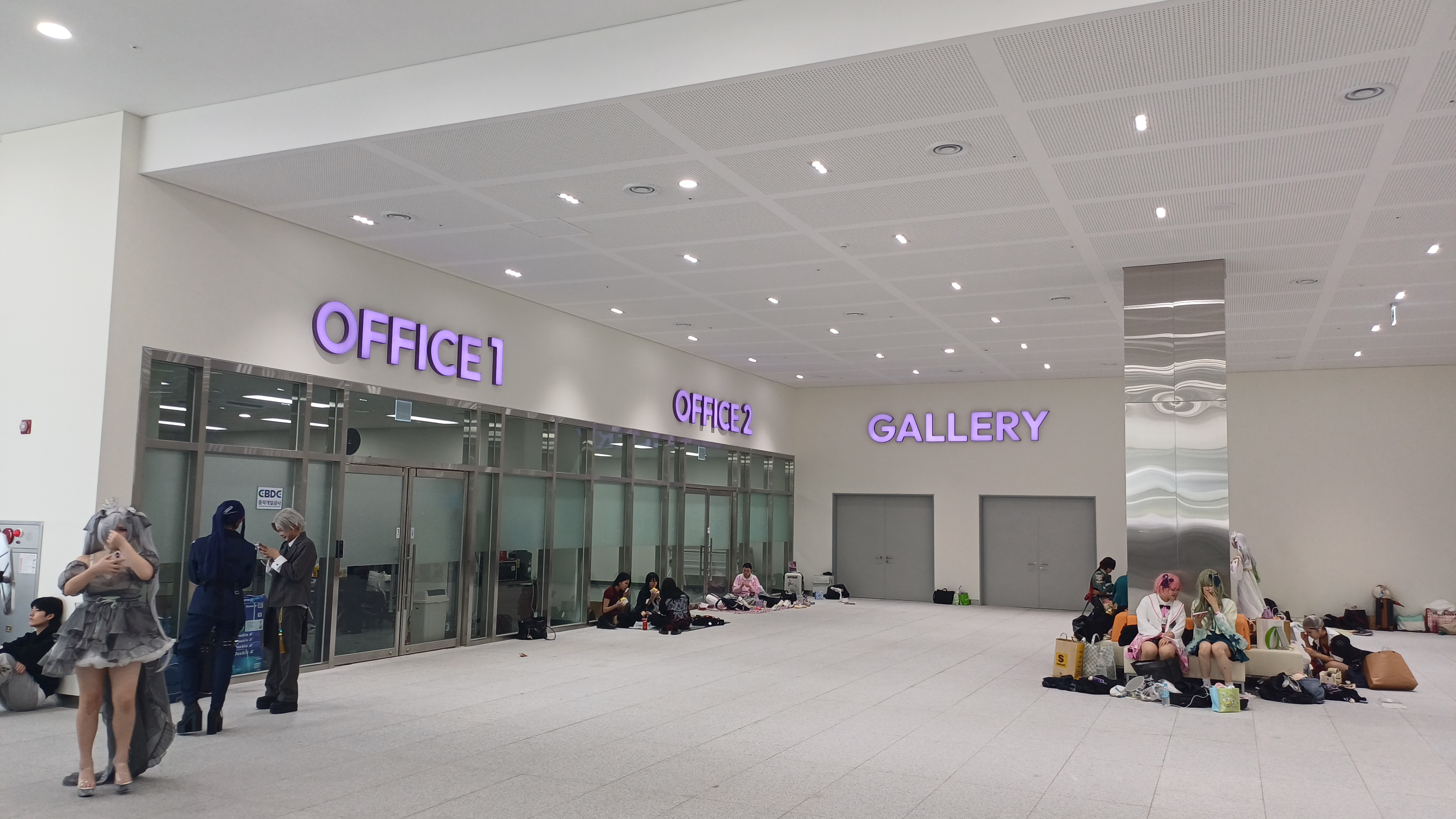
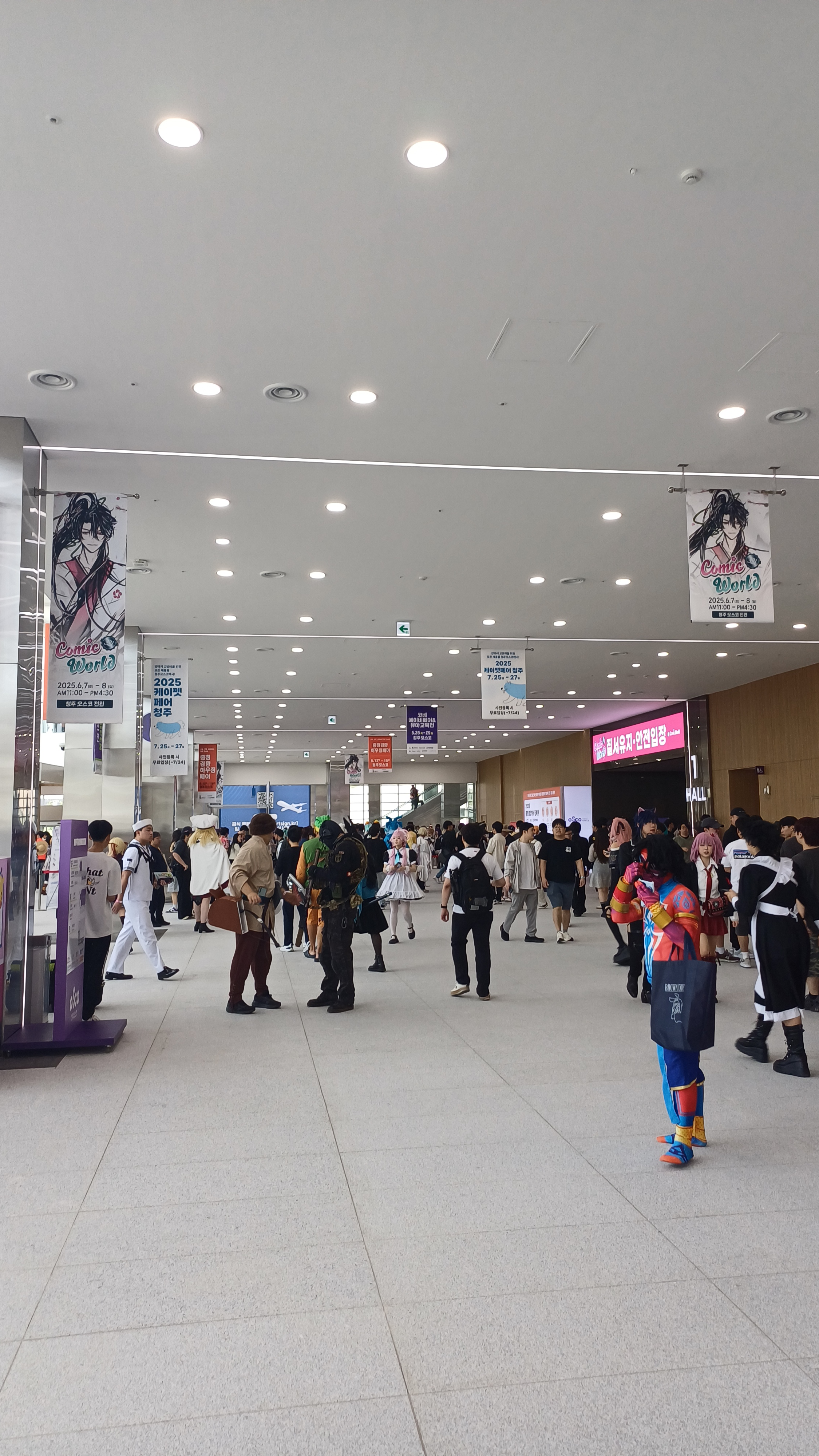
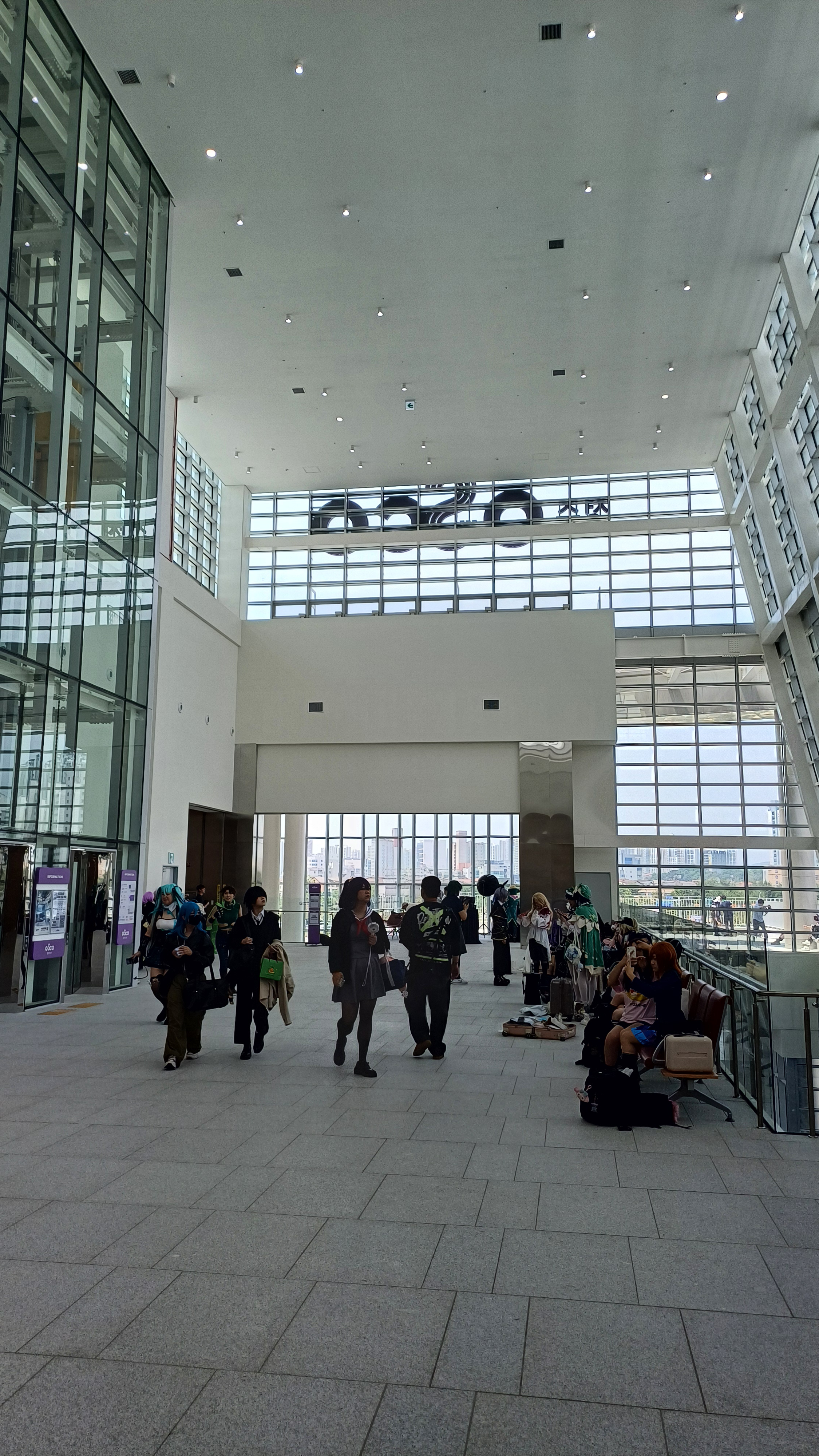
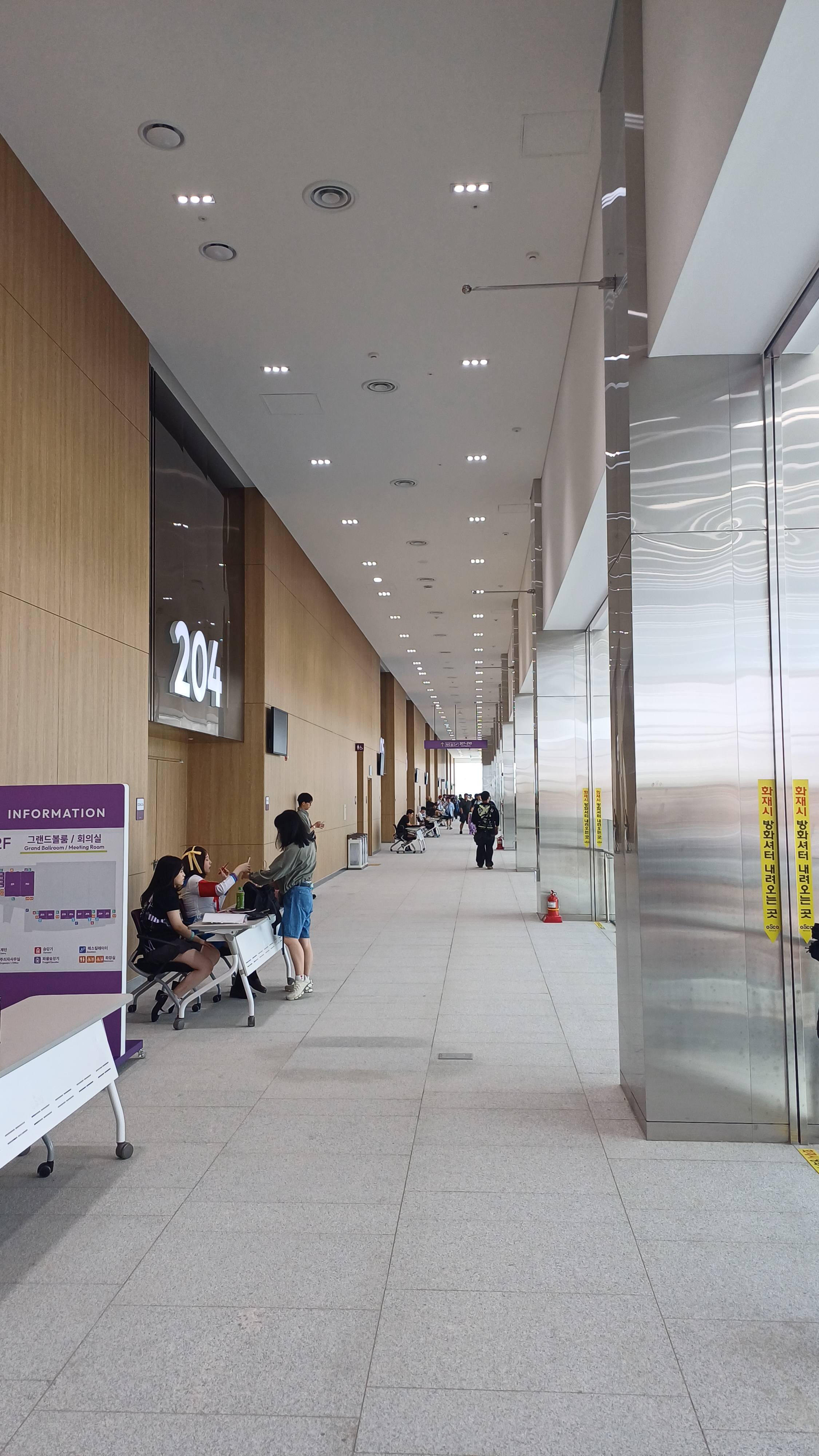
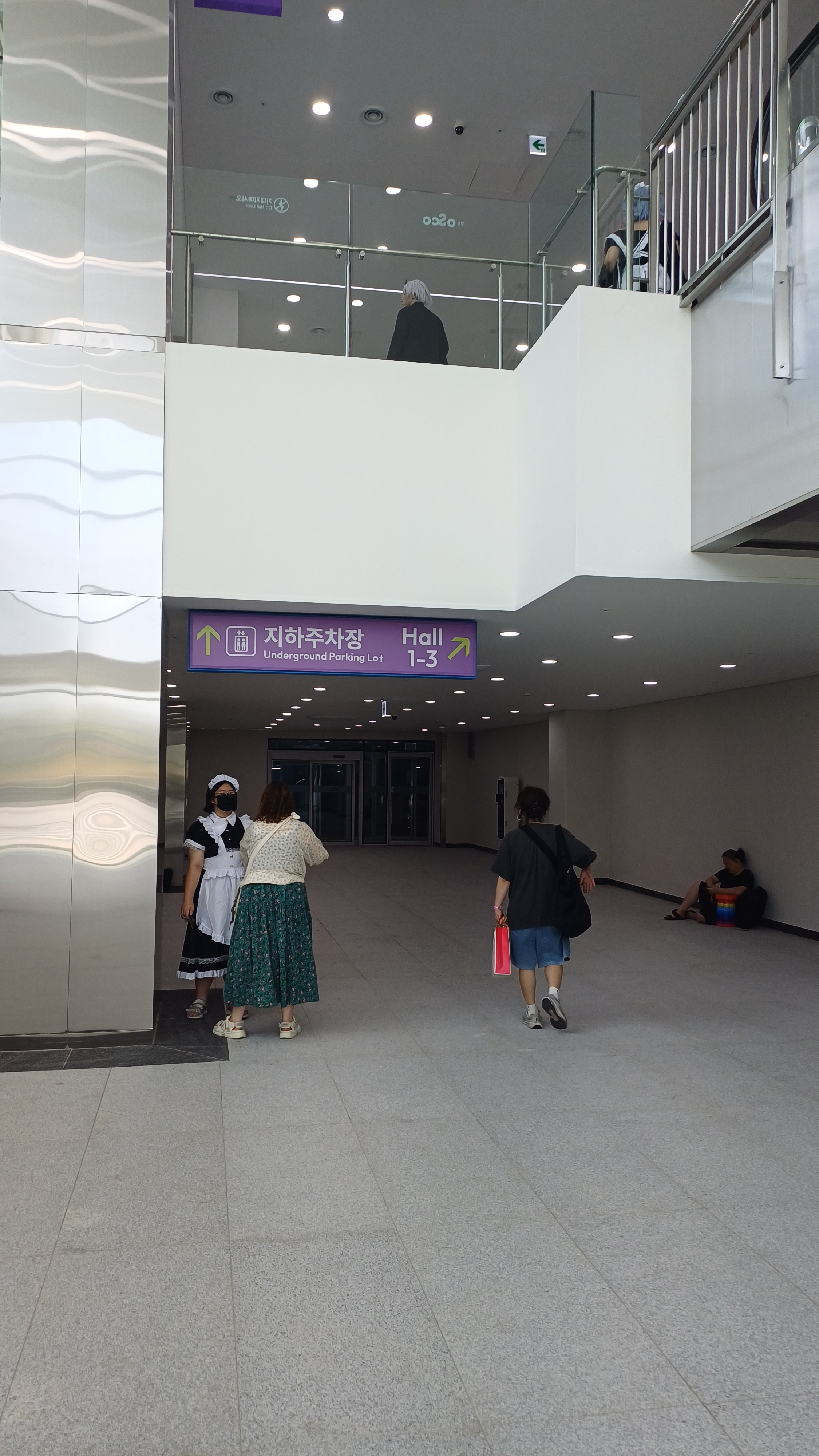

## 같이 보기
- 코엑스
- 코엑스 마곡 르웨스트